# Francisco de Paula da Silveira Lobo
Francisco de Paula da Silveira Lobo (Mamanguape, 1 de janeiro de 1826 — Ponte Nova, 24 de abril de 1886) foi um proprietário rural, juiz e político brasileiro.

## Carreira
Paraibano, era neto do tenente-coronel Francisco José da Silveira, morto na Revolução Pernambucana de 1817, e filho de Manuel Lobo de Miranda Henriques e de Ana Noberta da Silveira. Irmão do jornalista e político Aristides Lobo.
Silveira Lobo foi deputado geral, presidente de província de Pernambuco e Minas Gerais e senador do Império do Brasil, de 1869 a 1886.